# Billy Bishop
Air Marshal William Avery Bishop, VC, CB, DSO & Bar, MC, DFC, ED (8 de fevereiro de 1894 - 11 de setembro de 1956) foi um ás da aviação canadense da Primeira Guerra Mundial. Ele foi oficialmente creditado com 72 vitórias, tornando-o o maior ás do Império Britânico e Canadense da guerra, e também recebeu uma Victoria Cross. Durante a Segunda Guerra Mundial, Bishop foi fundamental na criação e promoção do Plano de Treinamento Aéreo da Comunidade Britânica.
Popular entre os homens alistados, Bishop foi apelidado de "Bish" e "Billy". Ele se destacou no campo de tiro. Como um de seus subordinados lembrou:
"Bish apenas adivinharia um alvo que o resto de nós mal podia ver. Os instrutores continuariam colocando-o mais para trás, até que fosse apenas um pequeno ponto preto, e ele atiraria em tiras... bala no alvo. Ele nunca errou."
Em 6 de abril de 1915, um cavalo que ele montava empinou e caiu sobre ele; ele voltou a cavalgar uma semana depois. No final do mês, o ferrolho de um rifle que ele estava disparando voltou e o atingiu na bochecha. Então ele ficou tão doente com uma inoculação que caiu do cavalo. Foi nessa época que Bishop escapou para Ontário e propôs casamento a Margaret Burden. Ela aceitou e eles ficaram noivos. Ele deu a ela seu anel RMC como um símbolo de sua fidelidade.